# Burgh

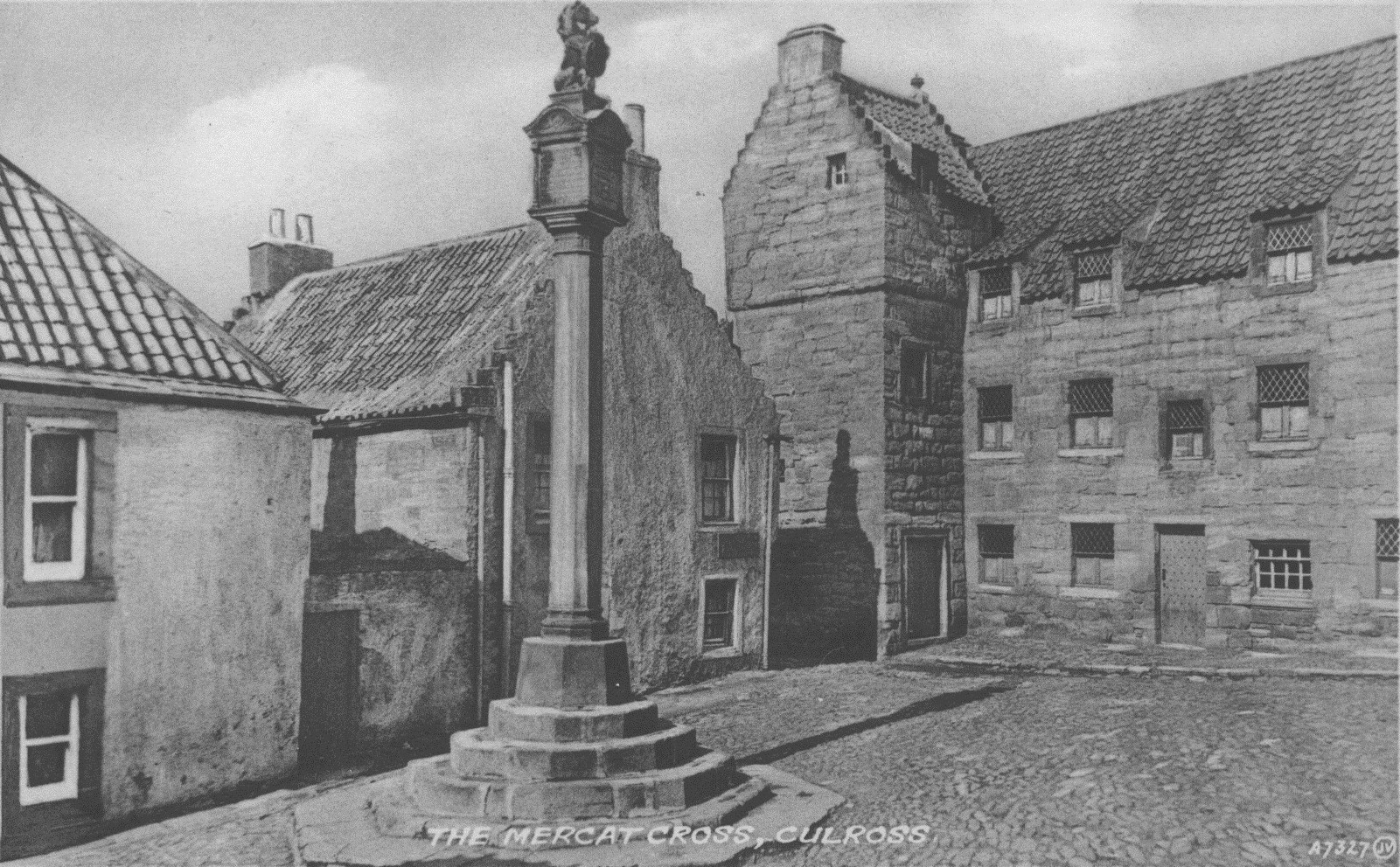
El royal burgh de Culross (Fife)

Un Burgh representa una entitat corporativa autònoma, normalment, un poble, i ha estat usat a Escòcia des del segle xii. Avui en dia, el reconeixement de Burgh té poc més que valor cerimonial.
El Royal burgh és un tipus de burgh.